# 데스크톱 컴퓨터

데스크톱 컴퓨터 시스템. 모니터, 키보드, 마우스, 스피커, 그리고 컴퓨터 타워로 구성된다. 컴퓨터 타워에는 메인보드와 프로세서가 들어있다.

데스크톱 컴퓨터(영어: desktop computer, 문화어: 탁상콤퓨터, 탁상형콤퓨터) 또는 줄여서 데스크톱은 크기 및 전력 요구 사항으로 인해 책상 위나 근처의 고정된 위치에서 정기적으로 사용하도록 설계된 개인용 컴퓨터이다(휴대용 컴퓨터와 대비). 가장 일반적인 구성은 전원 공급 장치, 메인보드(중앙 처리 장치로 마이크로프로세서, 주기억장치, 버스 (컴퓨팅), 특정 주변기기 및 기타 전자 부품이 있는 인쇄 회로 기판 포함), 디스크 스토리지(일반적으로 하나 이상의 하드 디스크 드라이브, 솔리드 스테이트 드라이브, 광학 디스크 드라이브, 그리고 초기 모델에는 플로피 디스크 드라이브 포함)를 수용하는 케이스; 입력을 위한 키보드와 마우스; 출력을 위한 모니터, 스피커, 그리고 종종 프린터를 포함한다. 케이스는 수평 또는 수직으로 배치될 수 있으며 책상 아래, 옆 또는 위에 놓을 수 있다.
케이스가 수직으로 배치된 데스크톱 컴퓨터는 타워라고 불린다. 1990년대 중반 이후 제공되는 대부분의 케이스가 이러한 폼 팩터이기 때문에, 데스크톱이라는 용어는 전통적인 수평 방향으로 제공되는 현대적인 케이스를 지칭하는 레트로님으로 사용되어 왔다.

## 역사

### 기원

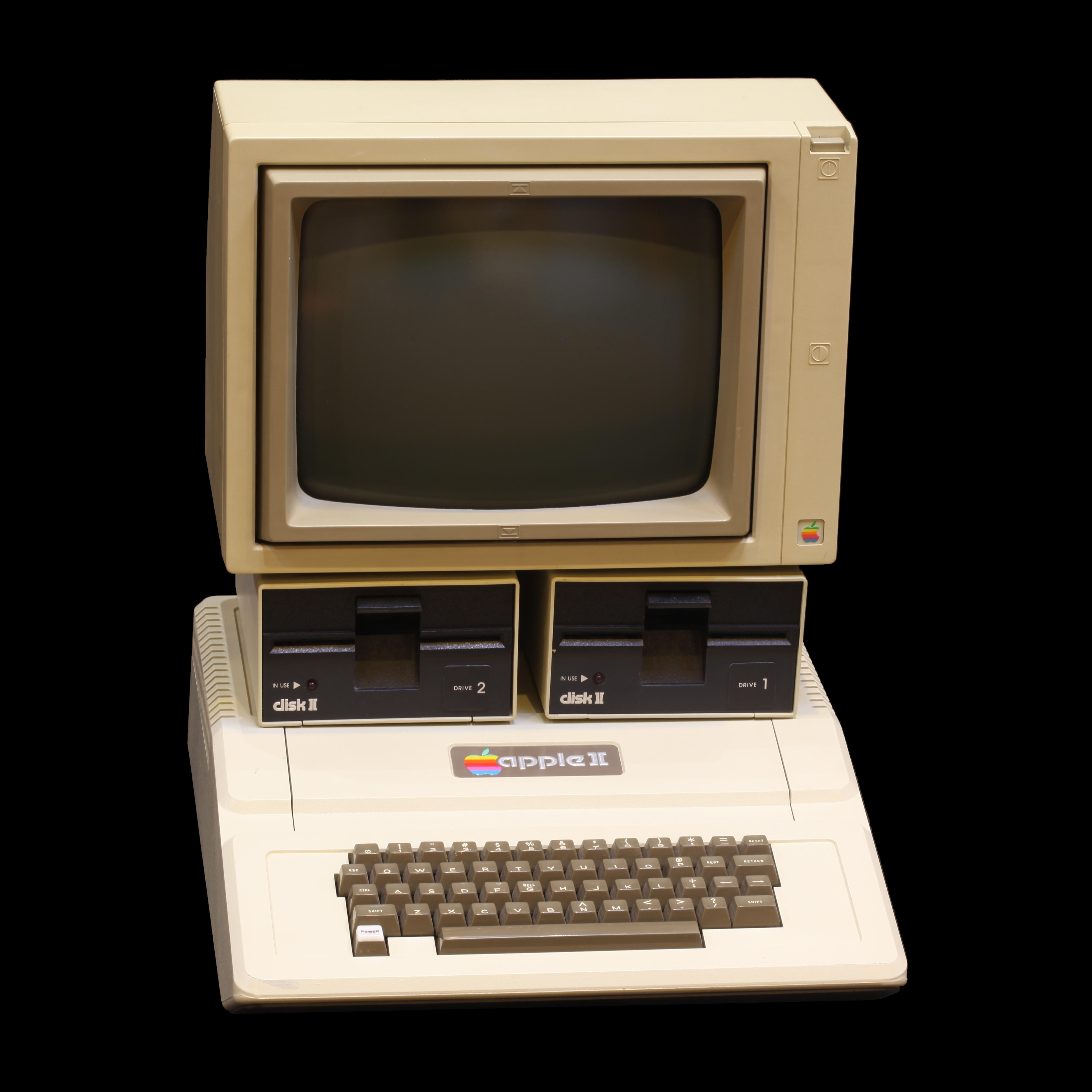
애플 II 컴퓨터

마이크로프로세서의 광범위한 사용 이전에, 책상 위에 놓을 수 있는 컴퓨터는 놀랍도록 작게 여겨졌다. 가장 일반적으로 사용되던 컴퓨터 유형은 미니컴퓨터였는데, 이름과는 달리 상당히 컸고 소위 "빅 아이언"에 비해서만 "미니"였다. 초기 컴퓨터와 나중의 범용 고성능 "메인프레임"은 방 전체를 차지했다. 반대로 미니컴퓨터는 일반적으로 냉장고 크기의 랙 하나 또는 몇 개에 들어가거나, 더 작은 몇몇 미니컴퓨터의 경우 상당히 큰 책상에 내장되었고, 책상 위에 놓이지는 않았다.
1970년대에 이르러서야 책상 위에 완전히 놓을 수 있는 완전 프로그래밍 가능한 컴퓨터가 등장했다. 1970년에는 키보드와 모니터가 완비된 "스마트" 컴퓨터 단말기인 데이터포인트 2200이 도입되었는데, 이는 메인프레임에 연결되도록 설계되었지만 소유자들이 내장된 계산 능력을 독립형 데스크톱 컴퓨터로 사용하는 것을 막지 못했다. 1971년 프로그래밍 가능한 계산기로 시작했지만 1972년에는 베이직으로 프로그래밍 가능했던 HP 9800 시리즈는 ROM 메모리 기반의 더 작은 버전의 미니컴퓨터 디자인을 사용했고, 작은 한 줄짜리 LED 영숫자 디스플레이를 가졌으며 플로터로 그래픽을 표시했다. 1973년의 왕 2200은 풀사이즈 브라운관과 카세트 테이프 스토리지를 가졌다. 1975년의 IBM 5100은 작은 브라운관 디스플레이를 가졌고 베이직과 APL로 프로그래밍할 수 있었다. 이들은 일반적으로 사업 또는 과학 용도로 판매되는 비싼 전문 컴퓨터였다.

### 성장과 발전
애플 II, TRS-80, 코모도어 PET는 1977년에 출시된 1세대 개인 가정용 컴퓨터로, 비즈니스맨이나 컴퓨터 취미가들이 아닌 소비자 시장을 목표로 했다. 바이트 잡지는 이 세 가지를 개인 컴퓨팅의 "1977년 삼위일체"라고 불렀다. 1980년대와 1990년대 내내 데스크톱 컴퓨터는 지배적인 유형이 되었으며, 가장 인기 있는 것은 IBM PC와 그 복제품이었고, 그 다음은 애플 매킨토시였다. 3위인 코모도어의 아미가는 1980년대 중반에 약간의 성공을 거두었지만 1990년대 초에 쇠퇴했다.

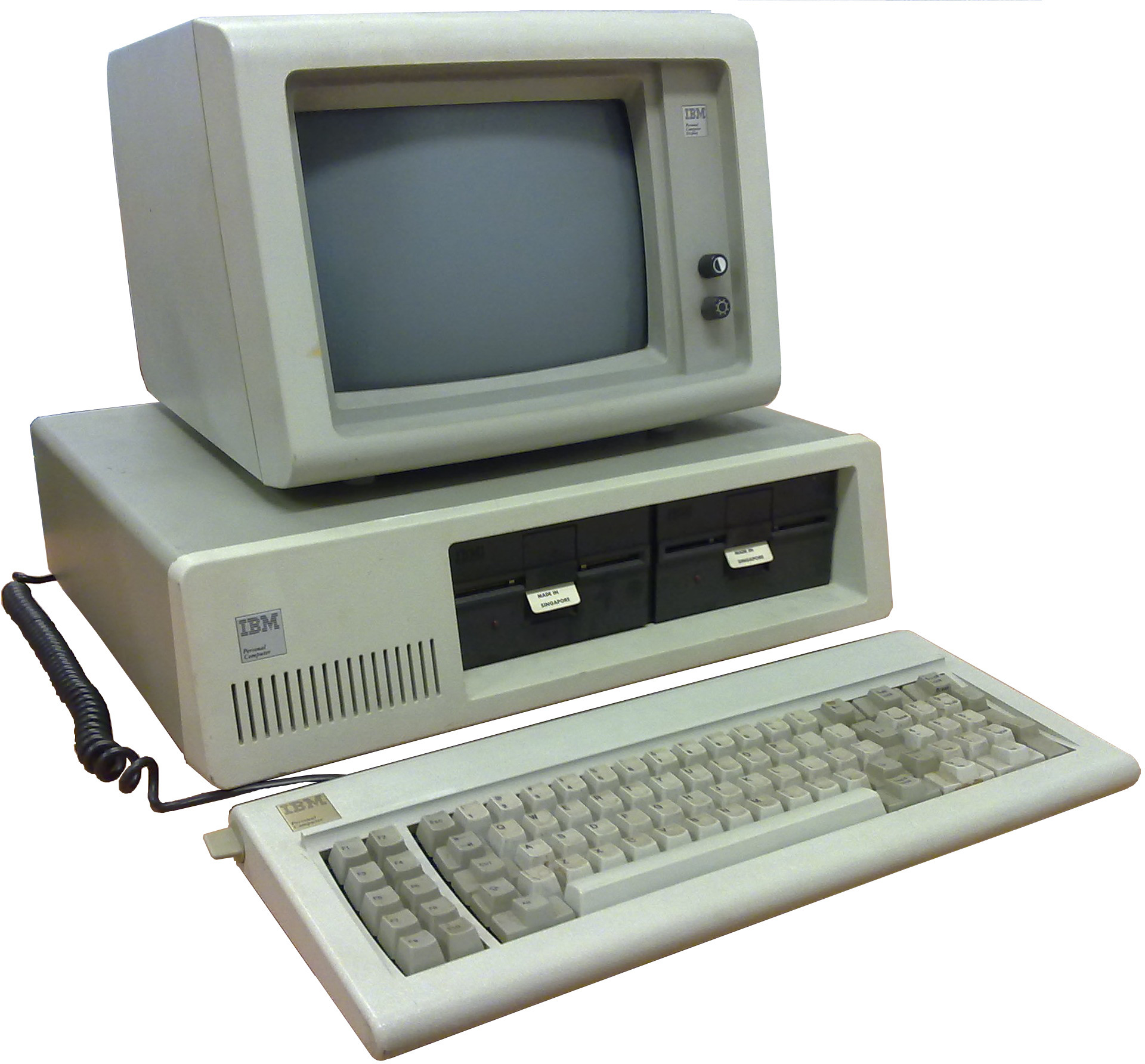
IBM 5150 개인용 컴퓨터

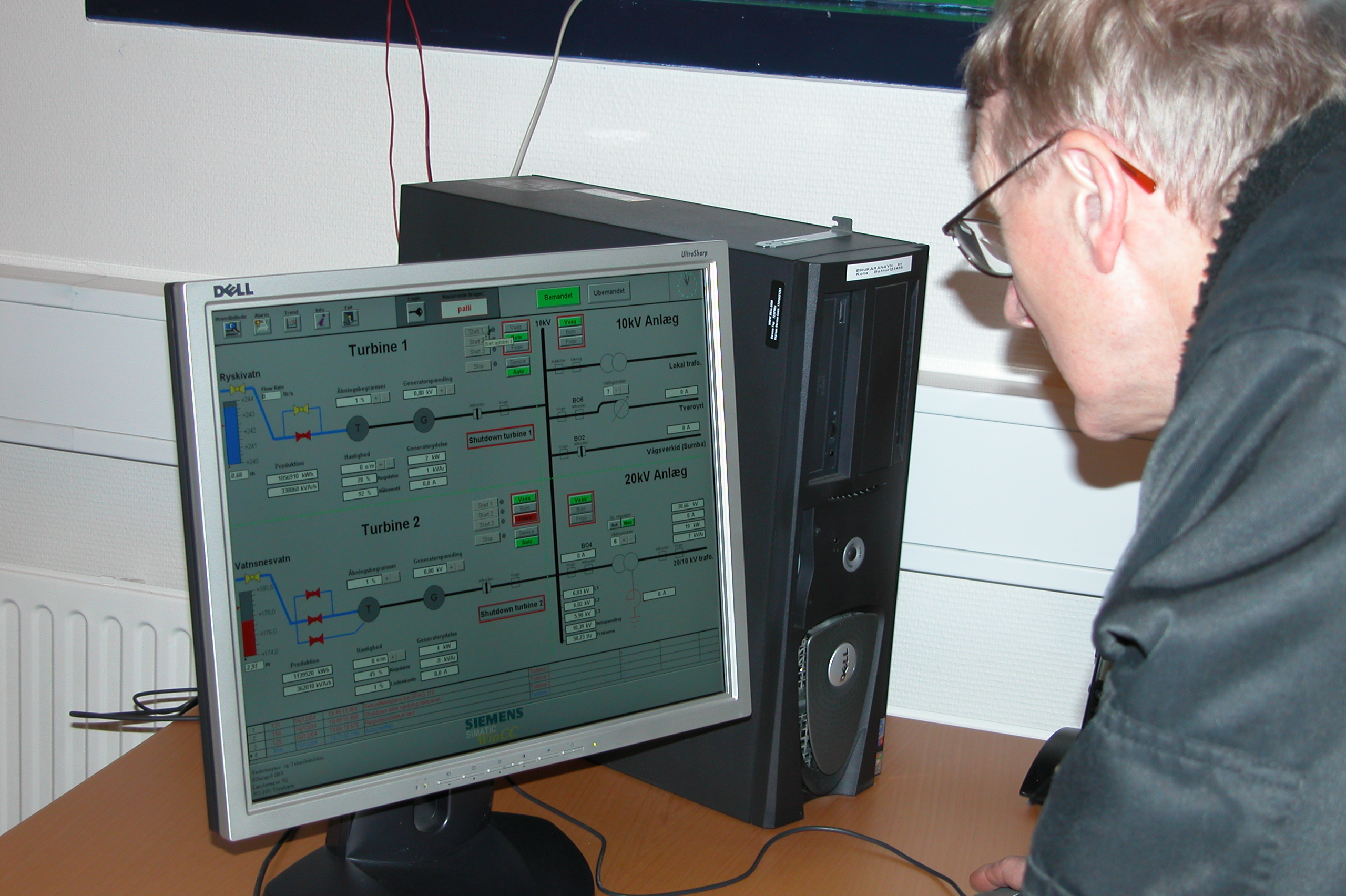
2004년 델 모니터와 타워형 PC에서 작업하는 사람

초기 개인용 컴퓨터는 오리지널 IBM PC처럼 "데스크톱 케이스"에 담겨 있었는데, 디스플레이 화면을 위에 놓아 사용자 실제 책상 공간을 절약할 수 있도록 수평으로 배치되었다. 그러나 이 케이스는 당시 널리 퍼져 있던 브라운관 디스플레이의 무게를 지탱할 만큼 튼튼해야 했다. 1990년대에 걸쳐 데스크톱 케이스는 책상 위가 아닌 책상 아래나 옆의 바닥에 놓일 수 있는 더 접근하기 쉬운 타워 케이스보다 점차 덜 흔해졌다. 이 타워 케이스는 확장 공간이 더 많을 뿐만 아니라, 매년 더 커지는 모니터를 위해 책상 공간을 확보해주었다. 데스크톱 케이스, 특히 소형 폼 팩터는 기업 컴퓨팅 환경 및 키오스크에서 여전히 인기를 끌고 있다. 일부 컴퓨터 케이스는 수평(데스크톱) 또는 수직(미니 타워)으로 호환적으로 배치될 수 있다.
1990년대의 둠과 퀘이크와 같은 영향력 있는 게임은 게이머와 열성 사용자들로 하여금 이러한 응용 프로그램을 실행하기 위해 최신 CPU와 그래픽 카드(3dfx, ATI, 엔비디아)로 데스크톱(보통 타워 케이스)을 자주 업그레이드하도록 부추겼다. 하지만 2000년대 후반부터 인텔 통합 그래픽의 인기가 높아지면서 게임 개발자들이 요구 사양을 낮추면서 이러한 추세는 둔화되었다. 크리에이티브 테크놀로지의 사운드 블래스터 시리즈는 1990년대부터 2000년대 초반까지 데스크톱 PC의 사운드 카드에 대한 사실상의 표준이었으나, OEM 데스크톱 PC에 메인보드에 직접 사운드 보드가 통합되면서 틈새 제품으로 전락했다.

### 쇠퇴

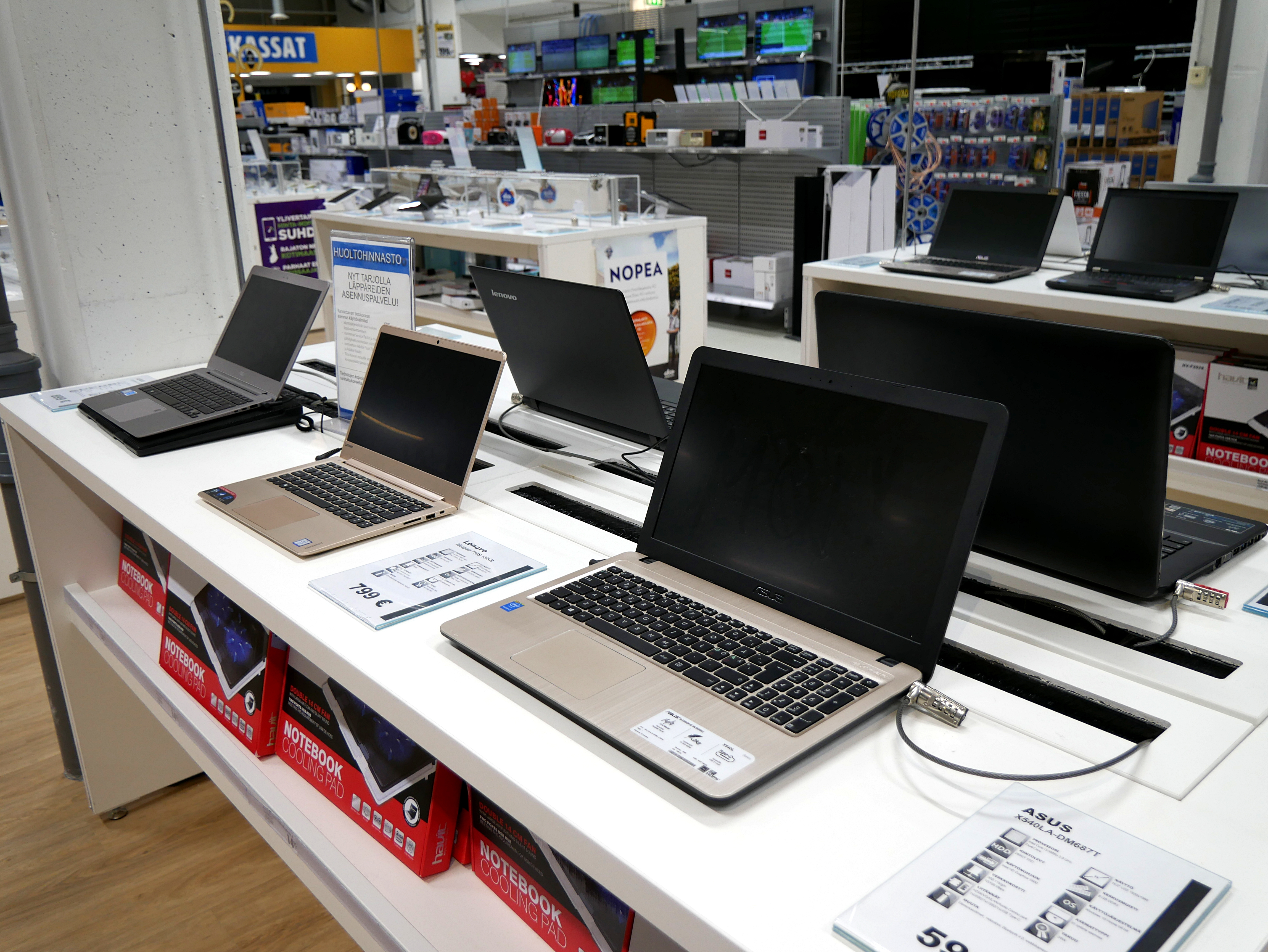
매장의 랩톱

데스크톱은 오랫동안 PC의 가장 일반적인 구성이었지만, 2000년대 중반까지 성장은 데스크톱에서 랩톱으로 전환되었다. 랩톱은 오랫동안 폭스콘과 같은 아시아 기반의 계약 제조업체에 의해 생산되었으며, 이러한 변화로 인해 2010년까지 미국 내 많은 데스크톱 조립 공장이 폐쇄되었다. 이 시기 또 다른 추세는 저렴한 기본 구성 데스크톱의 판매 비율이 증가하여 델과 같이 데스크톱의 주문 제작 방식이 구매자에게 추가 기능을 판매하는 데 의존했던 PC 제조업체에 타격을 주었다.
배터리 전원 휴대용 컴퓨터는 1986년에 전 세계 시장 점유율이 2%에 불과했다. 그러나 랩톱은 비즈니스 및 개인 용도 모두에서 점점 더 인기를 얻고 있다. 2007년에는 전 세계적으로 약 1억 9백만 대의 노트북 PC가 출하되었으며, 이는 2006년에 비해 33% 증가한 수치이다. 2008년에는 1억 4590만 대의 노트북이 판매되었고, 2009년에는 1억 7770만 대로 증가할 것으로 예상되었다. 2008년 3분기는 전 세계 노트북 PC 출하량이 데스크톱을 처음으로 넘어선 시점이었는데, 3,860만 대 대 3,850만 대였다.
애플 매킨토시의 판매 내역을 보면 데스크톱 맥 판매는 거의 일정하게 유지되었지만 맥 노트북 판매량이 상당히 증가하여 이를 넘어섰다. 2009년에 판매된 맥 10대 중 7대는 랩톱이었으며, 이 비율은 2010년에는 4대 중 3대로 증가할 것으로 예상되었다. 폼 팩터 판매 변화는 데스크톱 G3가 저렴한 모델에서 고급 G4 모델로 이동하고, 이후 출시된 모델들이 프리미엄 올인원 모델로 간주되었기 때문이다. 이와 대조적으로 맥북 랩톱 라인의 MSRP는 successive 세대에 걸쳐 하락하여 맥북 에어와 맥북 프로가 맥의 최저 가격 진입 지점을 구성하게 되었으며, 심지어 더 저렴한 맥 미니(모니터와 키보드 없음)를 제외하고 맥북은 오늘날 매킨토시 플랫폼의 베스트셀러 폼 팩터이다.
수십 년간의 발전은 대부분의 사람들이 이미 자신의 필요를 충족시키는 데스크톱 컴퓨터를 소유하고 있으며, 발전하는 기술에 발맞추기 위해 새로운 컴퓨터를 구매할 필요가 없다는 것을 의미한다. 특히 윈도우의 successive 버전(윈도우 95, 98, XP, 비스타, 7, 8, 10 등) 출시는 1990년대 PC 교체의 동인이었지만, 윈도우 XP에 대한 윈도우 비스타의 좋지 않은 반응으로 인해 2000년대에는 둔화되었다. IDC 분석가 제이 추(Jay Chou)는 윈도우 8이 실제로 2012년 PC 판매에 해를 끼쳤는데, 기업들이 업그레이드 대신 윈도우 7을 고수하기로 결정했기 때문이라고 제안했다. 일부는 마이크로소프트가 윈도우 8이 윈도우 7에 비해 데스크톱 PC 기능에서 거의 업그레이드를 제공하지 않았기 때문에 "암묵적으로 데스크톱 PC의 사망을 알렸다"고 인정했다고 제안했다. 대신 윈도우 8의 혁신은 주로 모바일 측면에 있었다.
포스트 PC 트렌드는 데스크톱 및 랩톱 PC 판매 감소로 이어졌다. 이러한 감소는 스마트폰과 태블릿 컴퓨터와 같은 대체 컴퓨팅 장치의 성능과 응용 프로그램 증가에 기인한다. 대부분의 사람들은 소셜 미디어 및 캐주얼 게임과 같은 기본적인 작업에만 스마트폰과 태블릿을 사용하지만, 이 장치들은 많은 경우 이러한 작업을 수행했을 가정 내의 두 번째 또는 세 번째 PC를 대체했으며, 대부분의 가정은 여전히 진지한 작업을 위해 강력한 PC를 보유하고 있다.
PC 폼 팩터 중 데스크톱은 기업 시장에서 여전히 주류이지만, 가정 구매자들 사이에서는 인기를 잃었다. PC 제조업체와 전자제품 소매업체는 엔지니어링 및 마케팅 자원을 랩톱(2000년대 후반에는 넷북, 2011년부터는 고성능 울트라북)에 투자하며 대응했다. 제조업체들은 랩톱이 데스크톱보다 PC 시장을 활성화할 더 큰 잠재력을 가지고 있다고 믿었다.
2017년 4월, StatCounter는 모바일 안드로이드 운영체제가 윈도우(데스크톱을 메인프레임보다 지배적으로 만든 운영체제)보다 더 인기를 얻으면서 "기술 역사에서 이정표이자 한 시대의 종말"을 선언했다. 윈도우는 여전히 데스크톱(및 랩톱)에서 가장 인기가 많으며, 스마트폰(및 태블릿)은 안드로이드 또는 iOS를 사용한다.

### 재상승

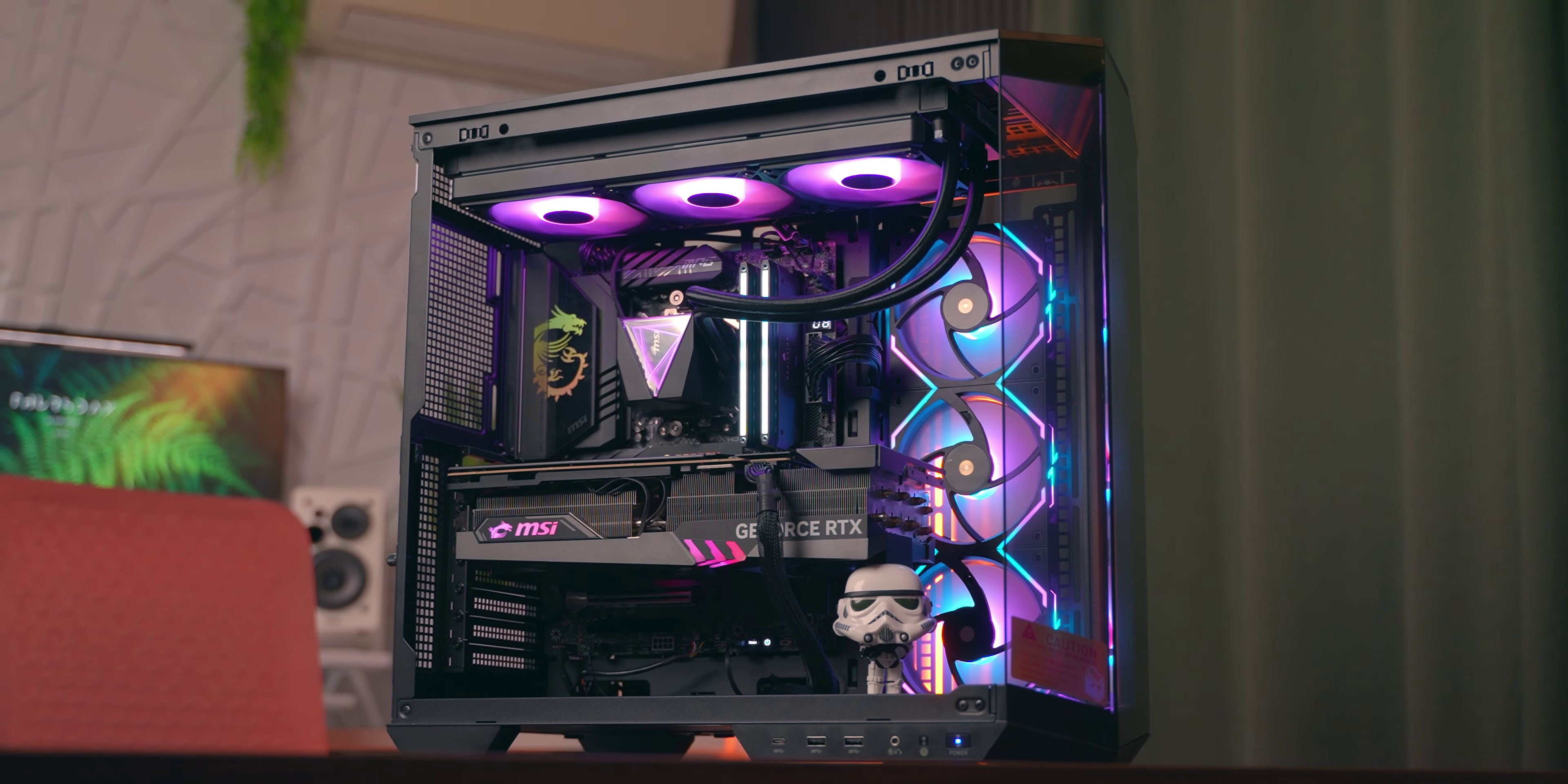
MSI 게이밍 데스크톱 컴퓨터(2020년대)

2010년대 중반을 향해 가면서, 미디어 소스들은 포스트 PC 트렌드의 존재에 대해 의문을 제기하기 시작했다. 이른바 포스트 PC 장치들은 전통적인 데스크톱 PC와 함께 자체 운영 영역을 가지고 진화하는 다른 휴대용 PC 형태일 뿐이라고 언급했다.
일반적인 사용을 위한 전통적인 데스크톱과 랩톱의 판매는 감소했지만, 2018년 전 세계 PC 판매는 비즈니스 시장에 힘입어 다시 활기를 띠기 시작했다. 데스크톱은 상업 및 교육 분야에서 확고한 위치를 유지하고 있다. 2019년 전 세계 PC 시장은 8년 만에 처음으로 한 해 전체 성장세를 기록했다. 데스크톱, 노트북, 워크스테이션을 포함하여 2억 6천 8백 1십만 대가 출하되었으며, 이는 2018년에 비해 2.7% 증가한 수치이다. 국제 데이터 코퍼레이션 (IDC)에 따르면, PC 판매는 2020년과 2021년 사이에 14.8% 급증했으며, 데스크톱 시장은 2021년 2분기에 랩톱 시장보다 더 빠르게 성장했다. 2021년 총 PC 출하량은 3억 4천 8백 8십만 대로, 2020년 대비 14.8% 증가했다. 이는 PC 시장이 2012년 이후 기록한 최고 수준의 출하량이다. 또한, 게이밍 데스크톱은 연간 54%의 글로벌 매출 증가를 보였다. 게임의 경우, 게이밍 데스크톱, 랩톱, 모니터의 세계 시장은 2023년 말까지 4210만 대에서 6110만 대로 성장할 것으로 예상되며, 이 중 데스크톱은 1510만 대에서 1900만 대로 성장할 것으로 예상된다. PC 게이밍은 2017년 기준 전체 게임 시장의 28%를 차지한다. 이는 부분적으로 데스크톱 PC의 가격이 점점 저렴해지기 때문이다. 2024년에는 2억 5천 5백 5십만 대의 PC(데스크톱 및 랩톱 포함)가 출하되어 2023년의 2억 4천 6백만 대에서 3.8% 증가했으며, 레노버가 가장 큰 시장 점유율을 유지하고 있다.

## 유형

### 크기별

#### 풀사이즈
풀사이즈 데스크톱은 디스플레이와 프로세싱 구성 요소가 분리되어 있다는 특징이 있다. 이 구성 요소들은 케이블이나 무선 연결로 서로 연결된다. 이들은 종종 타워 폼 팩터로 제공된다. 이 컴퓨터들은 사용자의 요구 사항에 따라 확장 카드 등으로 쉽게 맞춤 설정하고 업그레이드할 수 있다.
초기 확장형(주류 ATX 케이스보다 상당히 큰) 타워 컴퓨터는 때때로 "데스크사이드 컴퓨터"로 불렸지만, 현재는 이러한 명칭이 매우 드물다.

#### 소형

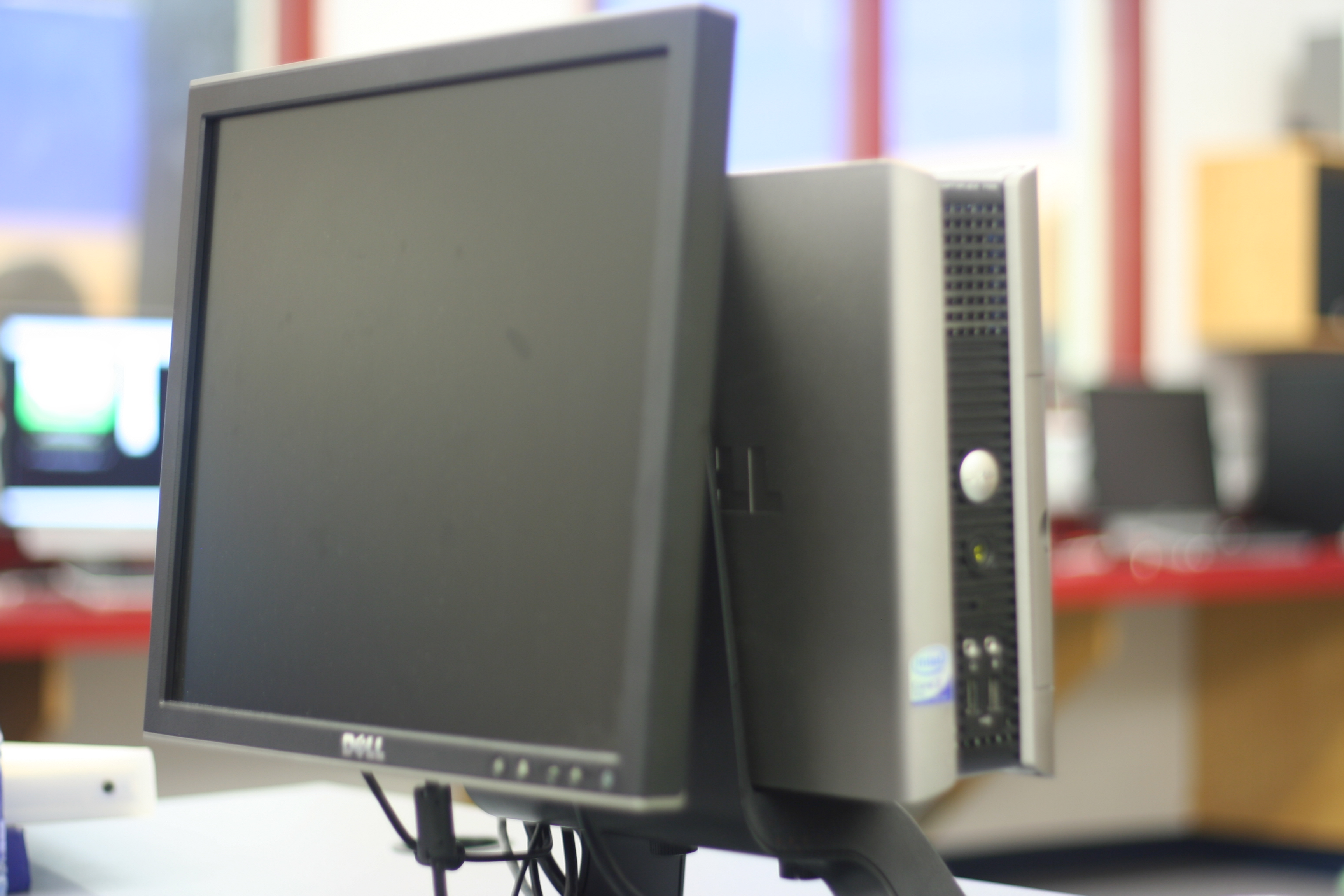
소형 데스크톱은 올인원 컴퓨터와 유사하게 사용될 수 있다.

소형 데스크톱은 풀사이즈 데스크톱에 비해 물리적 크기가 줄어들었다. 이들은 일반적으로 웹 브라우징, 웹 기반 애플리케이션 접속, 문서 처리, 오디오/비디오 재생과 같은 기본 작업용으로 설계된 작고 저렴하며 저전력 컴퓨터이다. 하드웨어 사양과 처리 능력은 일반적으로 줄어들어 복잡하거나 리소스 집약적인 응용 프로그램을 실행하는 데는 덜 적합하다. 넷톱은 소형 데스크톱의 대표적인 예이다. 화면이 없는 랩톱은 기능적으로 소형 데스크톱으로 사용될 수 있으며, 때로는 "슬랩톱"이라고도 불린다.

### 폼 팩터

#### 올인원

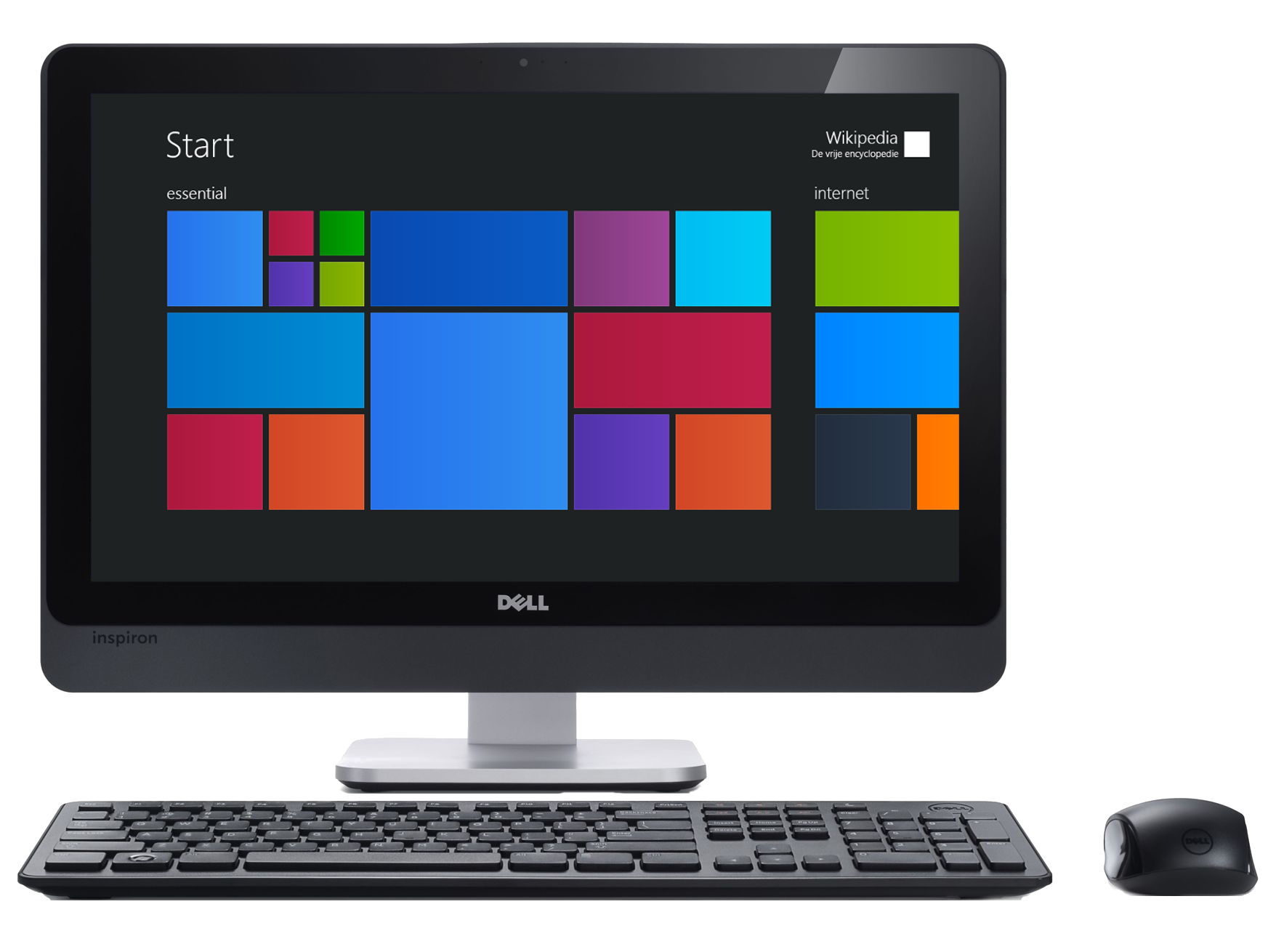
델 인스피론 One 23 Touch의 올인원 데스크톱 PC 예시

올인원 (AIO) 데스크톱 컴퓨터는 시스템의 내부 구성 요소를 디스플레이와 같은 케이스에 통합하여, 타워를 포함하는 데스크톱보다 더 작은 공간을 차지하고(케이블 수가 적음) 더 적은 케이블을 사용한다. 올인원 시스템은 데스크톱 컴퓨터로 거의 분류되지 않는다.

#### 타워

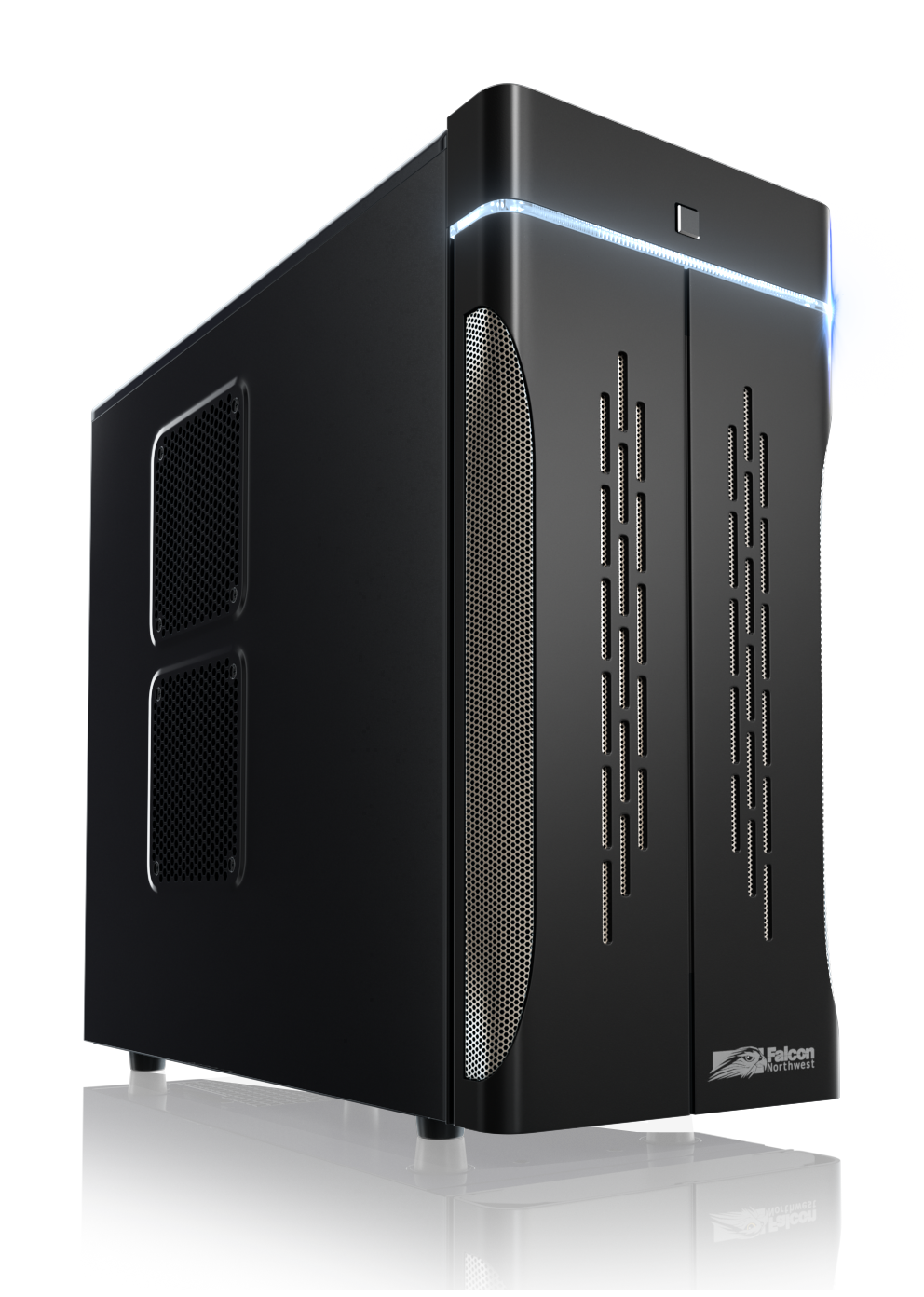
대략 2011년경의 미드 타워 컴퓨터 케이스

개인 컴퓨팅에서 타워는 폼 팩터로, 높이가 너비보다 훨씬 커서 서 있는 고층 건물 모양을 하고 있다.

#### 피자 박스 폼 팩터
컴퓨팅에서 피자 박스 인클로저는 데스크톱 컴퓨터의 디자인이다. 피자 박스 케이스는 피자 배달 상자와 유사하게 넓고 평평한 경향이 있어 이름이 붙여졌다.

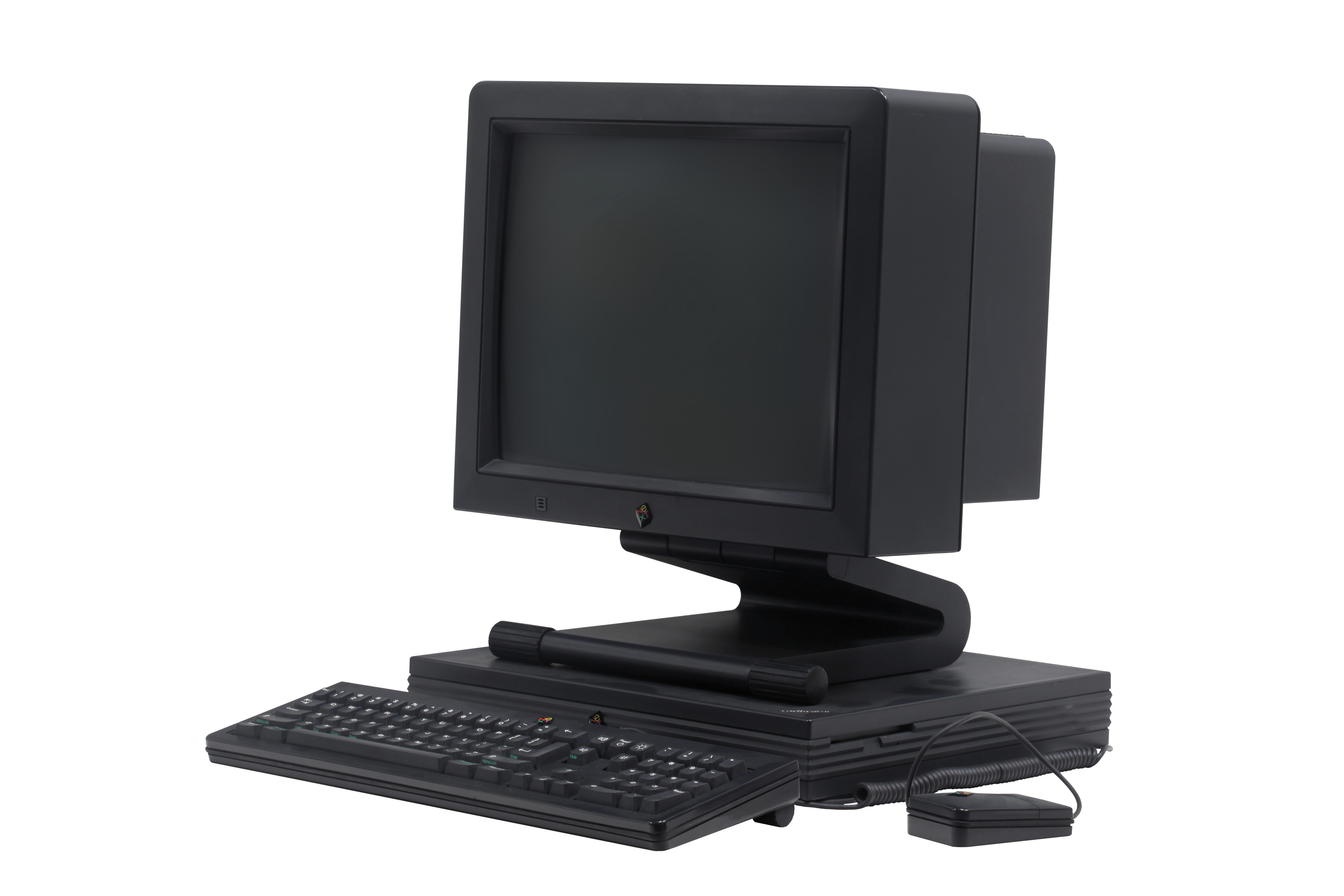
넥스트스테이션 피자 박스 폼 팩터

#### 큐브

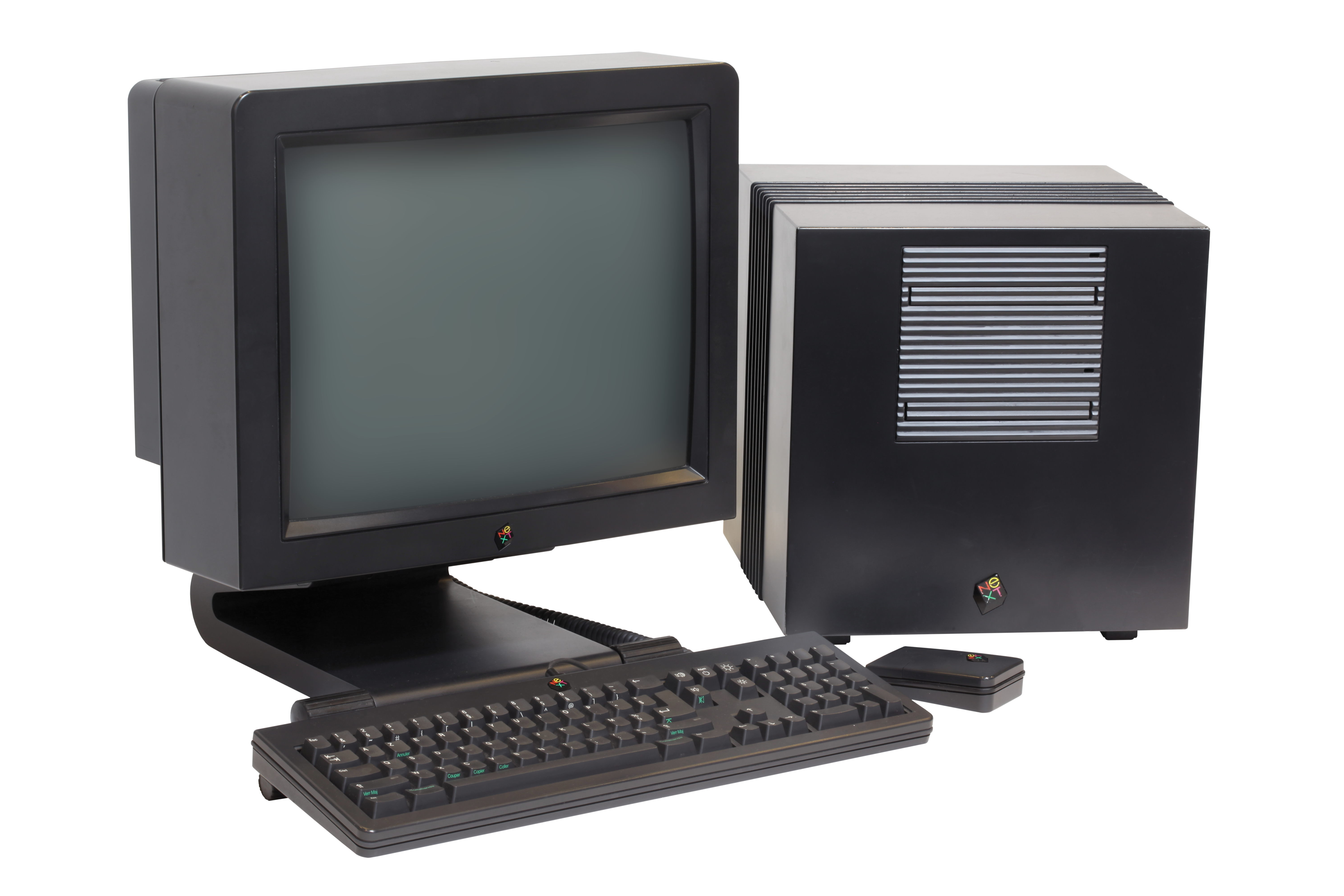
넥스트큐브는 큐브형 인클로저를 가지고 있었다.

큐브 워크스테이션은 메인보드, PCI-E 확장 카드, GPU, CPU, D램 DIMM 슬롯, 컴퓨터 냉각 장비, 칩셋, I/O 포트, 하드 디스크 드라이브, 솔리드 스테이트 드라이브를 수용하기 위한 큐브형 케이스 인클로저를 갖추고 있다.

### 용도별

#### 게이밍 컴퓨터

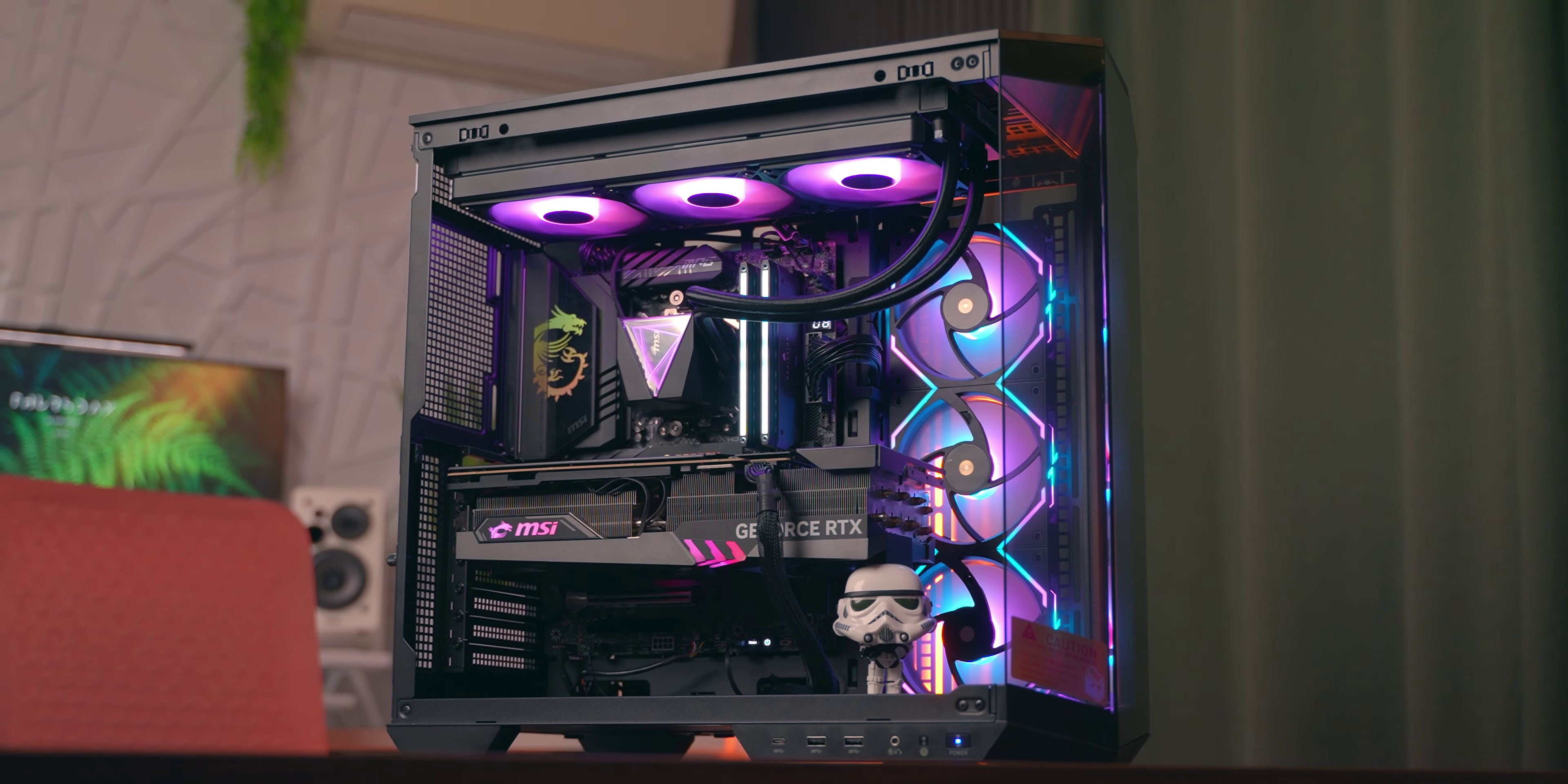
게이밍 컴퓨터

게이밍 컴퓨터는 고해상도 및 프레임률로 비디오 게임을 플레이하는 데 최적화된 고성능 CPU, GPU, 그리고 RAM을 갖춘 데스크톱 컴퓨터이다. 게이밍 컴퓨터 주변 기기는 일반적으로 더 빠른 반응 시간을 위한 기계식 키보드와 더 높은 DPI 움직임을 추적할 수 있는 게이밍 마우스를 포함한다.

#### 홈 시어터
이러한 데스크톱은 홈 엔터테인먼트 시스템에 연결되며 일반적으로 오락 목적으로 사용된다. 일반적인 PC 기능에 더해 고화질 디스플레이, 비디오 그래픽, 서라운드 사운드 및 TV 튜너 시스템을 갖추고 있다.

#### 씬 클라이언트 / 인터넷 가전
시간이 지남에 따라 일부 전통적인 데스크톱 컴퓨터는 클라우드와 같은 오프사이트 컴퓨팅 솔루션을 활용하는 신 클라이언트로 대체되었다. 더 많은 서비스와 응용 프로그램이 오프사이트 서버에서 인터넷을 통해 제공되면서 로컬 컴퓨팅 요구 사항이 감소했으며, 이는 데스크톱 컴퓨터가 더 작고 저렴하며 덜 강력한 하드웨어가 필요하도록 유도한다. 더 많은 응용 프로그램과 경우에 따라 전체 가상 데스크톱이 오프사이트로 이동하며, 데스크톱 컴퓨터는 운영 체제 또는 셸 응용 프로그램만 실행하고 실제 콘텐츠는 서버에서 제공된다. 씬 클라이언트 컴퓨터는 거의 모든 컴퓨팅을 다른 사이트의 가상 머신에서 수행할 수 있다. 내부적으로 호스팅되는 가상 데스크톱은 사용자에게 어디서든 완전히 일관된 경험을 제공할 수 있다.

#### 워크스테이션
워크스테이션은 사용자를 위해 설계된 고급 개인 컴퓨터로, 일반 PC보다 강력하지만 일반 컴퓨팅 서버보다는 덜 강력하다. 고해상도 및 3차원 인터페이스를 처리할 수 있으며, 일반적으로 과학 및 엔지니어링 작업을 수행하는 데 사용된다. 서버 컴퓨터와 마찬가지로 다른 워크스테이션과 자주 연결된다. 이 등급의 주요 폼 팩터는 타워 케이스이지만, 대부분의 공급업체는 소형 또는 올인원 저가형 워크스테이션을 생산한다. 대부분의 타워 워크스테이션은 랙 마운트 버전으로 변환할 수 있다.

#### 데스크톱 서버
소규모 사무실/홈 오피스 서버용으로 고안되었으며, 일반적으로 워크스테이션/게이밍 PC와 유사한 컴퓨팅 성능과 일부 주류 서버 기능을 갖추고 있지만 기본적인 그래픽 기능만 있는 보급형 서버 머신이다. 일부 데스크톱 서버는 워크스테이션으로 변환할 수 있다.

## 랩톱과의 비교
데스크톱은 랩톱에 비해 예비 부품과 확장이 표준화되어 있어 가격이 저렴하고 가용성이 높다는 장점이 있다. 예를 들어, 메인보드의 크기와 장착은 ATX, 마이크로ATX, BTX 또는 다른 폼 팩터로 표준화되어 있다. 데스크톱은 기존 PCI 또는 PCI 익스프레스와 같은 여러 표준화된 확장 슬롯을 가지고 있는 반면, 랩톱은 일반적으로 하나의 미니-PCI 슬롯과 하나의 PC 카드 슬롯(또는 익스프레스카드 슬롯)만 가지고 있다. 데스크톱의 조립 및 분해 절차도 간단하고 표준화되어 있다. 랩톱은 그렇지 않은 경우가 많지만, 광학 드라이브, 하드 디스크와 같은 일부 부품을 추가하거나 교체하거나 추가 메모리 모듈을 추가하는 것은 종종 매우 간단하다. 이는 데스크톱 컴퓨터 구성, 일반적으로 타워 케이스가 랩톱보다 더 광범위하게 맞춤 설정하고 업그레이드할 수 있음을 의미한다. 이러한 맞춤 설정 기능으로 인해 타워 케이스는 게이머와 열성 사용자들 사이에서 계속 인기를 얻고 있다.
데스크톱의 또 다른 장점은 (환경 문제를 제외하고) 전력 소비가 랩톱 컴퓨터만큼 중요하지 않다는 것이다. 데스크톱은 전적으로 벽면 콘센트에서 전원을 공급받기 때문이다. 데스크톱 컴퓨터는 또한 냉각 팬과 통풍구를 위한 더 많은 공간을 제공하여 열을 발산하고, 열성 사용자들이 오버클러킹을 할 때 위험을 줄일 수 있도록 한다. 두 주요 마이크로프로세서 제조업체인 인텔과 AMD는 모바일 컴퓨터(즉, 랩톱)용 특수 CPU를 개발했는데, 이들은 전력 소비가 적고 발열이 낮지만 성능 수준도 낮다.
반면에 랩톱 컴퓨터는 작고 클램셸 디자인 덕분에 데스크톱 시스템(소형 폼 팩터 및 올인원 데스크톱 포함)이 제공할 수 없는 휴대성을 제공한다. 랩톱의 올인원 디자인은 사용자에게 내장 키보드와 포인팅 장치(터치패드 등)를 제공하며 충전식 배터리로 전원을 공급받을 수 있다. 랩톱은 또한 와이파이, 블루투스, 3G와 같은 무선 기술을 일반적으로 통합하여 인터넷 연결을 위한 더 넓은 범위의 옵션을 제공하지만, 최신 데스크톱 컴퓨터가 이러한 기술 중 하나 이상을 통합하면서 이러한 추세가 변화하고 있다.
데스크톱 컴퓨터는 짧은 중단, 정전, 스파이크와 같은 전기적 교란을 처리하기 위해 UPS가 필요하다. 데스크톱 PC의 배터리 지속 시간을 20-30분 이상으로 늘리려면 크고 비싼 UPS가 필요하다. 충분히 충전된 배터리가 있는 랩톱은 정전 시 몇 시간 동안 계속 사용할 수 있으며, 짧은 전력 중단 및 정전의 영향을 받지 않는다.
데스크톱 컴퓨터는 일반적으로 유사한 랩톱보다 계산 능력 면에서 우위를 점한다. 오버클러킹은 랩톱보다 데스크톱에서 더 실현 가능하며, 마찬가지로 별도 그래픽 보조 프로세서와 같은 하드웨어 추가 기능은 데스크톱에서만 설치 가능할 수 있다.

## 같이 보기
- 노트북 컴퓨터
- 운영 체제
- 개인용 컴퓨터
- 소프트웨어